# 鹤翼站
鶴翼站（：／ Hagik yeok */?）是水仁·盆唐線沿線一座興建中的車站，位于韓國仁川廣域市彌鄒忽區鶴翼洞。目前列車採過站不停靠模式，車站結構已大致完工，预计於2026年启用。

## 車站結構
站體為2面2線側式月台的地下車站。

### 月台配置
| ↑ 松島     |
| \| １      |
| 仁荷大學 ↓ |

| 月台 | 路線                   | 目的地                   |
| ---- | ---------------------- | ------------------------ |
| 1    | ●首都圈電鐵水仁·盆唐線 | 仁荷大學、新浦、仁川方向 |
| 2    | ●首都圈電鐵水仁·盆唐線 | 延壽、烏耳島、清涼里方向 |

## 歷史
- 2024年1月20日：預定啟用。

## 車站周邊
- 仁川兵務支廳
- 仁川彌鄒忽警察署
- 松都高校
- 鶴翼高校
- 鶴翼女子高校
- 玉蓮女子高校
- 第二京仁高速公路鶴翼交流道

## 相鄰車站
韓國鐵道公社
●首都圈電鐵水仁·盆唐線
松島（K267）－鶴翼（K268）－仁荷大學（K269）